# 南青州 (北朝)
南青州，中国古代的州。
北魏太和二十二年（498年）魏孝文帝改東徐州为南青州，治所在团城（今山东省沂水县）。辖境相当今山东省沂源县、沂水县等地。《魏书·地形志》记载“南青州：治团城。显祖置，为东徐州。领郡3：（东安郡、东莞郡、义塘郡）。县9。户15024，口45322。”南朝梁大同四年（538年），侨置南青州於今江苏省赣榆县西。太清三年（549年）被东魏夺取。北齐废除南青州。北周改为莒州。